# Phrixgnathus phrynia
Phrixgnathus phrynia är en snäckart som beskrevs av Hutton 1883. Phrixgnathus phrynia ingår i släktet Phrixgnathus och familjen punktsnäckor. Inga underarter finns listade i Catalogue of Life.